# Discovery Trip
Discovery Trip is het derde studioalbum van de band Laser Dance. Het album is uitgebracht in 1989 en geproduceerd door Erik van Vliet. De cover is ontworpen door Edwin van der Laag. Dit is tevens ook het eerste album van Laser Dance dat in Hongarije verkocht is.

## Tracklist
Origineel album
A
1. Cosmo Tron (Remix)  4:47
2. Trip to Destroy  4:59
3. Endless Dream  4:47
4. Brain Mission  6:10

B 
1. Discovery Trip  5:28
2. Flying Planet  6:50
3. Electro Based  5:55
4. Time Zone  5:09

Hotsound Records cd versie
1. Cosmo Tron (Remix)  4:48
2. Trip To Destroy  5:04
3. Endless Dream  4:54
4. Brain Mission  6:20
5. Discovery Trip  5:32
6. Flying Planet  6:50
7. Electro Based  6:02
8. Time Zone  5:18
9. Cosmo Tron (Space Version) (Bonus track)  6:44
10. Cosmo Tron (Light Speed Version) (Bonus track)  5:12

Snake's Music cd versie
1. Cosmo Tron
2. Trip To Destroy
3. Edless Dream
4. Brain Mission
5. Discovery Trip
6. Flying Planet
7. Electro Based
8. Time Zone
9. Cosmo Tron (Space Version) (Bonus track)
10. Cosmo Tron (Light Speed Version) (Bonus track)
11. Electro Based (Space Version) (Bonus track)

## Instrumenten
- Roland JX-10
- Roland Juno-60
- Roland Juno-106
- Roland MSQ-100
- Roland TR-808
- Yamaha FB-01
- Yamaha REV 500
- Akai MPC 60
- Korg DVP-1 Digital Voice Processor
- Korg M1
- Korg Polysix
- Korg Monotron Delay
- LinnDrum LM2
- Oberheim OB-Xa
- E-mu Emax
- Ensoniq ESQ-1